# Lucian Burdujan
Lucian Burdujan (n. 18 februarie 1984) este un jucător român de fotbal.
În martie 2006 a primit Medalia „Meritul Sportiv” - clasa a II-a cu o baretă, din partea președintelui României de atunci, Traian Băsescu, deoarece a făcut parte din echipa Rapidului care a obținut calificarea în sferturile Cupei UEFA 2005-2006.

## Titluri
| Sezon   | Club            | Titlu               |
| ------- | --------------- | ------------------- |
| 2005-06 | Rapid București | Cupa României       |
| 2006-07 | Rapid București | Cupa României       |
| 2006    | Rapid București | Supercupa României  |
| 2007    | Rapid București | Supercupa României  |
| 2008    | FC Vaslui       | Cupa UEFA Intertoto |

## Legături externe
- Site oficial Arhivat în 5 februarie 2016, la Wayback Machine.
- Lucian Burdujan la transfermarkt.ro